# Norbert Keßlau
Norbert Keßlau (n. 13 iulie 1962, Dortmund, RFG) este un canotor ce a reprezentat Germania, medaliat olimpic. A participat la 2 ediții ale Jocurilor Olimpice (1984, 1988) în care a câștigat o medalie de bronz.